# Trier-Land
Trier-Land est une commune fusionnée (Verbandsgemeinde) de l'arrondissement de Trèves-Sarrebourg dans la Rhénanie-Palatinat en Allemagne. Le siège de cette Verbandsgemeinde est dans la ville de Trèves, malgré le fait que cette municipalité ne soit pas située sur son territoire.
La Verbandsgemeinde de Trier-Land consiste en cette liste d'Ortsgemeinden (municipalités locales) :

Localisation de la Verbandsgemeinde de Trier-Land dans l'arrondissement de Trèves-Sarrebourg

1. Aach
2. Franzenheim
3. Hockweiler
4. Igel
5. Kordel
6. Langsur
7. Newel
8. Ralingen
9. Trierweiler
10. Welschbillig
11. Zemmer